# ぶどう畑のあの男
『ぶどう畑のあの男』（ぶどうばたけのあのおとこ、原題：포도밭 그 사나이）は、韓国KBSで2006年7月24日から9月12日まで放送されたテレビドラマ。全16話。日本ではBS日テレなどで放映された。

## あらすじ
若い女性イ・ジヒョンを中心として話がすすむ恋愛喜劇。見かけは平凡だが内には強い思いがあり、いずれ大物になる特別な存在であることを分かってほしいと思っているジヒョンは、服飾デザイナーとして懸命に働き、いつか自分のブランドを持ちたいと思っていた。ところがその願いは、大叔父の申し出を不承ぶしょう受け入れたことで、一時的に保留となる。ブドウ園を譲渡するという大叔父の示した条件のために、1年間ブドウ園で働くことになるのだが、そのブドウ園には農園の生活に適応しようとするジヒョンをいっそう困難にさせる一見粗野で冷淡な男チャン・テッキがいた。ジヒョンはテッキの監督のもとでブドウの育成方法を習得することになる。
さまざまな騒動や譲渡をめぐる問題を通じてジヒョンとテッキは互いに労りあうことを覚える。いつしかジヒョンはブドウ園とテッキの事を愛していることに気づく。本作は、ブドウ園のありふれた日常とふたりの人間関係を通じて、真の美しさや真の優しさを、あらゆる物や人の内側に、単なる表面のみならずその隠された内面を知ることで見出し得ることを描き出す。

## 登場人物
- イ・ジヒョン - ユン・ウネ [7] [2]
- チャン・テッキ - オ・マンソク
- カン・スジン - チョン・ソヨン
- キム・ギョンミン - キム・ジソク
- イ・ピョンダル - イ・スンジェ
- ムン・ウニョン - オク・チヨン
- パク・ホンイ - カン・ウンビ
- イ・ジホ - チョ・ギョチョル
- チェ・オクスク - イ・ミヨン
- イ・ヒョンマン - キム・チャンワン
- イ・ミョング - イ・ジオ
- ソ・ヨンナン - パン・ウニ

## スタッフ
- 演出 - パク・マニョン、キム・ヨンジョ
- 脚本 - チョ・ミョンジュ
- 原作 - キム・ラン（インターネット小説）

## 受賞歴
- 2006年 KBS演技大賞
  - ベストカップル賞（オ・マンソクとユン・ウネ） [8]
  - 新人賞（オ・マンソク）
  - 新人賞（ユン・ウネ）